# Elvitegravir
Elvitegravir (EVG) je protiretrovirusna učinkovina za zdravljenje okužbe z virusom HIV. Spada v skupino zaviralcev integraze. Zdravilo v obliki enotabletnega režima z elvitegravirjem v kombinaciji s kobicistatom, emtricitabinom in tenofovirjem pod zaščitenim imenom Stribild je ameriški Urad za prehrano in zdravila odobril avgusta 2012.

Rezultati klinične raziskave kažejo po 48 tednih vsaj enako dobre izide zdravljenja pri neizkušenih bolnikih (predhodno še niso prejemali protiretrovirusnega zdravljenja) kot kombinacija emtricitabina, tenofovirja in efavirenza.  Študija, v kateri so primerjali elvitegravir s starejšim integraznim zaviralcem raltegravirjem (oba v kombinaciji v kombinaciji z ritonavirjem ojačanim proteaznim zaviralcem), je pokazala podobno učinkovitost in varnost obeh integraznih zaviralcev. Elvitegravir ima prednost, da se daje le enkrat dnevno, medtem ko je treba raltegravil vzeti dvakrat dnevno; to dejstvo bi lahko pripomoglo k večji vodljivosti (adherenci) bolnikov. Rezultati po 24 tednih študije kažejo tudi večje znižanje virusnega bremena pri kombinaciji z elvitegravirjem.